# Miyazu
Miyazu (japanisch 宮津市, -shi) ist eine japanische Stadt im Norden der Präfektur Kyōto auf der Insel Honshū.

## Geschichte
Miyazu ist eine alte Burgstadt, auf deren Burg unter den Tokugawa nacheinander die Daimyō Kyōgoku (1600), Nagai (1669), Abe (1681), Okudaira (1697), Aoyama (1717) und schließlich von 1778 bis zur Meiji-Restauration die Honjō mit 70.000 Koku Einkommen residierten.
Heute ist Miyazu das administrative und politische Zentrum der Gegend. Der Ort ist eine Basis für Fischerei und Verladehafen. Zu den Erwerbszweigen gehören Metallindustrie, Fischverarbeitung und Textilien.
Am 1. Juni 1954 erhielt Miyazu Stadtrecht.

## Sehenswürdigkeiten

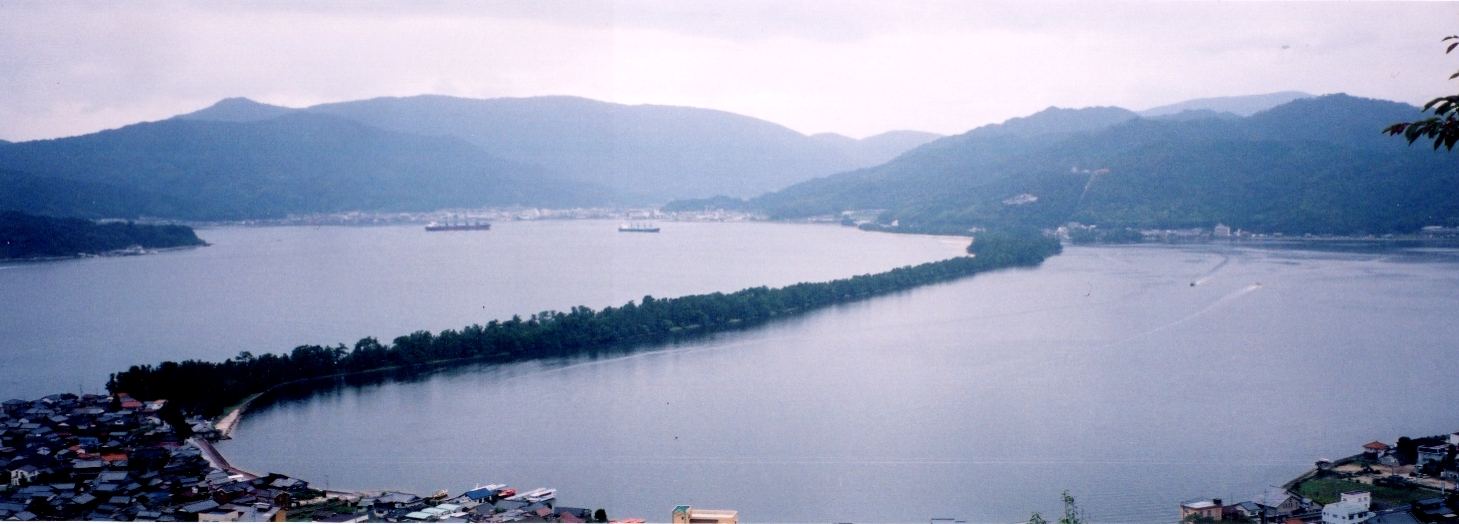
Amanohashidate

- Innerhalb des Stadtgebiets liegt Amanohashidate mit der „Himmelsbrücke“, einem Anziehungspunkt für Touristen, die als eine der drei schönsten Landschaften Japans gilt.

- Der Tempel Nariai-ji (成相寺), der 28. Tempel des Saigoku-Pilgerweges.

## Verkehr
Straße
- Nationalstraßen 176 (nach Ōsaka) und 178 (nach Maizuru und Toyooka)

Zug
- Kitakinki-Tango-Tetsudō Miyafuku-Linie (nach Maizuru oder Toyooka)

## Städtepartnerschaften
- Qinhuangdao

## Angrenzende Städte und Gemeinden
- Maizuru
- Fukuchiyama
- Kyōtango
- Ine
- Yosano